# 正忍記

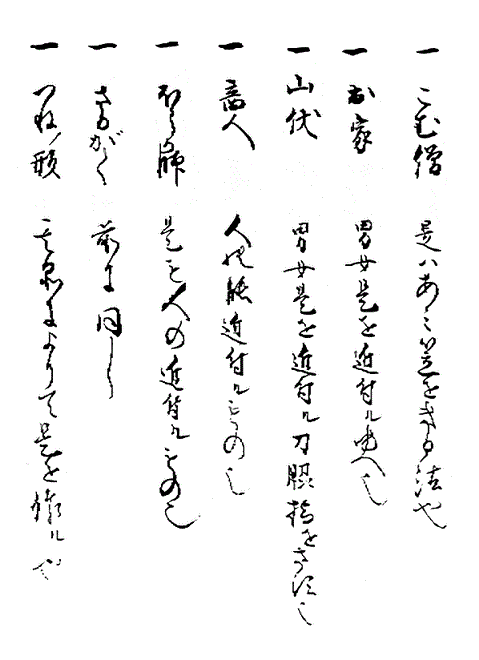
正忍記の1頁

『正忍記』（しょうにんき、せいにんき）は、1681年（延宝9年）に紀州藩軍学者の名取正澄によって書かれたとされる忍術書。写本が数種類現存しているが、名取正澄が書いた原典は発見されていない。忍びの教育のためだけではなく、名取流軍学の一部として門弟に伝授されていたと考えられる。 全３巻の構成で、忍者の携帯必需品「忍び六具」や潜入に適した７種の変装「七放出」などは、正忍記が根拠になっている。紀州流の忍術書と言われるが、あくまで新楠流軍学の中の一項目としての忍術であり、紀州流といった忍術が存在するわけではない。
万川集海、忍秘伝と合わせて、三大忍術伝書に数えられる。